# Роже Лукаку
Роже Менама Лукаку (фр. Roger Menama Lukaku, нар. 6 червня 1967, Кіншаса) — колишній конголезький футболіст, нападник. Виступав, зокрема, за національну збірну Заїру.

## Клубна кар'єра
Народився в Кіншасі, столиці Заїру. Почав грати у футбол у столичному клубі «Віта Спортс», а потім перейшов до івуарійського «Африка Спортс».
У 1990 році, у 23-річному віці, Роже Лукаку почав свою кар'єру в Бельгії. Його першим європейським клубом став клуб другого дивізіону Бельгії Бом. З цим клубом він домігся підвищення до вищого дивізіону Бельгії в 1992 році. Клуб вилетів з вищої ліги вже у наступному сезоні, а Лукаку перейшов до «Серена».
З командою він посів 3 місце в вищому дивізіоні Бельгії. Він грав за «Серен» протягом двох сезонів, після чого перейшов до складу «Жерміналь Екерен». У складі «Жерміналя» він вдруге став бронзовим призером Бельгії.
У 1996 році він підписав контракт з турецьким «Генчлербірлігі», але в Туреччині зіграв лише 1 сезон, після чого повернувся до Бельгії, підписавши контракт з «Мехеленом». У 1998 році він знову змінив клуб, підписавши контракт з «Остенде».
Після вильоту клубу з вищого дивізіону країни в 1999 році 32-річний футболіст завершив виступи на професійному рівні. Він ще сім років грав за аматорські клуби Бельгії, після чого остаточно завершив кар'єру гравця.

## Міжнародна кар'єра
Лукаку грав за національну збірну Заїру з футболу у відбірковому раунді Чемпіонату світу 1994 року. Він також брав участь у фіналах Кубка африканських націй 1994 та 1996 років.

## Особисте життя
Він є батьком професійних футболістів Ромелу Лукаку та Джордана Лукаку.